# Angiopteris chingii
Angiopteris chingii är en kärlväxtart som beskrevs av J. M. Camus. Angiopteris chingii ingår i släktet Angiopteris och familjen Marattiaceae. Inga underarter finns listade i Catalogue of Life.